# Comté de Polk (Nebraska)
Pour les articles homonymes, voir Comté de Polk.
Le comté de Polk est un comté de l'État du Nebraska, aux États-Unis. Son siège est la ville d'Osceola.